# Ahrar asz-Szam
Ahrar asz-Szam (arab. ‏أحرار الشام‎) – grupa zbrojna islamistów-salafitów utworzona w połowie 2011 podczas wojny domowej w Syrii, wchodząca w skład syryjskiej opozycji walczącej przeciwko rządowi Baszszara al-Asada.
Było to pierwsze islamistyczne ugrupowanie działające na ziemiach syryjskich działające równolegle z prozachodnią Wolną Armią Syrii. Od 21 grudnia 2012 ugrupowanie działało w ramach koalicji pod nazwą Syryjski Front Islamski, który 22 listopada 2013 ewoluował we Front Islamski.

## Działalność
Aktywność islamistów w Syrii wzrosła, kiedy w grudniu 2011 amerykańscy żołnierze po ośmiu latach wycofali się z sąsiedniego Iraku. Wówczas do Syrii przez wschodnią granicę zaczęli przenikać mudżahedini, którzy wykorzystali chaos w kraju, poparli sunnicką opozycję, dążąc do ustanowienia w Syrii „państwa islamskiego”. Z tego też powodu Stany Zjednoczone były początkowo sceptycznie nastawione były do dozbrajania powstańców, gdyż wysoce prawdopodobnie było, że broń trafiać będzie w ręce dżihadystów. Ahrar asz-Szam opierał się na weteranach wojny w Iraku.
Ahrar asz-Szam współpracował z innym islamistycznym ugrupowaniem Dżabhat an-Nusra oraz świecką antyrządową Wolną Armią Syrii. Ugrupowanie to prowadziło rekrutację zagranicznych dżihadystów do walk w Syrii, co spowodowało radykalizację wojny domowej i obawy areny międzynarodowej o rosnące wpływy terrorystów w Syrii. Ugrupowanie zostało oskarżone o wzniecanie konfliktów radykalnych salafitów z szyitami, co mogło zapoczątkować religijny charakter syryjskiej wojny domowej. Liczebność ugrupowania wahała się od 10 do 20 tys. ekstremistów.

## Udział w wojnie w Syrii
Rebelianci z Ahrar asz-Szam brali udział w marcu 2012 w obronie miasta Idlib oraz w bitwie w Aleppo (2012–2016), pod Ma’arrat an-Numan i Damaszkiem. W marcu 2013 uczestniczyli w zajęciu miasta Ar-Rakka, jednak następnie zostali z niego wyparci przez Państwo Islamskie, które stało się wrogiem dla Ahrar asz-Szam.
Ahrar asz-Szam wraz z 14 innymi ugrupowaniami odrzuciło 18 listopada 2012 wejście w skład szerokiej Syryjskiej Koalicji Narodowej na rzecz Opozycji i Sił Rewolucyjnych. Islamiści opowiedzieli się za utworzeniem państwa islamskiego i domagali się wprowadzenia koranu jako konstytucji. 21 grudnia 2012 ugrupowanie weszło w skład konfederacji Syryjskiego Frontu Islamskiego, który 22 listopada 2013 ewoluował we Front Islamski.
16 stycznia 2014 współzałożyciel Ahrar asz-Szam, weteran wojenny z Afganistanu i Iraku Abu Chalid as-Suri, przyznał, że posiadał wieloletnie kontakty z Usamą ibn Ladinem oraz Ajmanem az-Zawahirim, liderem światowej Al-Ka’idy. Potwierdził, iż Ahrar asz-Szam jest bezpośrednio powiązane z Al-Ka’idą. Podczas kampanii przeciwko Islamskiemu Państwu w Iraku i Lewancie, Ahrar asz-Szam wspierało koalicję walczącą z ISIL, krytykując ich za powodowanie konfliktów między islamistami. Abu Chalid as-Suri zginął w zamachu samobójczym w Aleppo 23 lutego 2014.
Wobec porażek Frontu Islamskiego wobec konkurencyjnego Państwa Islamskiego (ISIS, ISIL), Ahrar asz-Szam czynił poszukiwania nowych sojuszników, by móc rywalizować z dżihadystami. W związku z tym 3 sierpnia 2014 podpisano ugodę z 17 innymi ugrupowaniami powołującymi Syryjską Radę Dowództwa Rewolucyjnego. W skład niej wchodziły rozłamowcy z Frontu Islamskiego (Dżajsz al-Islam i Liwa Sukur asz-Szam), Wolnej Armii Syrii (Syryjski Front Rewolucyjny oraz Ruch Hazzam), a także mniejsze ugrupowania.
9 września 2014 zamachowiec-samobójca z ISIS dokonał ataku podczas spotkania dowództwa Ahrar asz-Szam w Ram Hamdan w muhafazie Idlibu, zabijając lidera ugrupowania Hasana Abuda i 28 członków kierownictwa. Abud był znany z krytyki Państwa Islamskiego. Kolejnego dnia rada rebeliantów wybrała nowe dowództwo. Liderem został Haszim asz-Szajch, zwany także jako Abu Dżabir. Natomiast nowym dowódcą wojskowym został Abu Salih. Zapowiedziano także, że grupa będzie nadal walczyć z syryjskimi siłami rządowymi i dżihadystami z Państwa Islamskiego.
12 maja 2016 terroryści z Dżabhat an-Nusra i Ahrar asz-Szam zaatakowali wieś Az-Zara, bronioną przez rządowe milicje, i dopuścili się masakry ludności alawickiej. Zginęło co najmniej 8 milicjantów i 19 cywilów, a wielu kolejnych uprowadzono. 25 maja 2016 armia syryjska odnalazła tam ciała 42 ofiar.